# Love Song for a Vampire
Love Song for a Vampire – singel Annie Lennox, wydany w 1993 roku.

## Ogólne informacje
Utwór został nagrany na potrzeby filmu Drakula w reżyserii Francisa Forda Coppoli (pojawia się podczas napisów końcowych). Został wydany jako podwójny singel (razem z piosenką „Little Bird”) i dotarł do miejsca 3. na brytyjskiej liście UK Singles Chart.
Nagranie zostało włączone do ścieżki dźwiękowej filmu, na którym znalazła się także muzyka skomponowana przez Wojciecha Kilara. Piosenka trafiła też na składankę The Annie Lennox Collection w 2009 roku.

## Lista ścieżek
1. „Little Bird” – 4:39
2. „Love Song for a Vampire” – 4:17
3. „Little Bird” (Utah Saints Version) – 6:35
4. „Little Bird” (N’Joi Version) – 4:46